# Bulbine haworthioides
Bulbine haworthioides är en grästrädsväxtart som beskrevs av Rune Bertil Nordenstam. Bulbine haworthioides ingår i släktet bulbiner, och familjen grästrädsväxter. Inga underarter finns listade i Catalogue of Life.